# Hervé de Kergorlay
Pour les autres membres de la famille, voir Famille de Kergorlay.
Jean-Florian-Hervé, dit "comte" de Kergorlay (par courtoisie) (23 mai 1803 à Paris - 29 décembre 1873 à Paris 7e), est un avocat, agriculteur et homme politique français.

## Biographie
Fils de Gabriel-Louis-Marie de Kergorlay et Marie Elisabeth de Carbonnel de Faudoas, il succéda à son père à la Chambre des pairs en 1830 après son décès. Il était alors avocat.
Propriétaire, il s'occupe principalement d'agriculture, et organise, dans son domaine de Canisy (Manche), une ferme modèle de deux cents hectares.  
Membre de la Société d'agriculture (1835), du conseil général des hospices sous le règne de Louis-Philippe, il prépare les plans de l'Hôpital Lariboisière de Paris, et obtient que l'on enseignât la musique à Bicêtre. 
Il est conseiller général du canton de Canisy, (Manche) de 1848 à 1864 et de 1871 à sa mort.  
Il est aussi membre du congrès central d'agriculture, du conseil général d'agriculture, du commerce et des manufactures.  
Partisan du coup d'État du 2 décembre 1851 et du prince Louis-Napoléon Bonaparte, il se présente, comme candidat officiel au Corps législatif, dans la 1re circonscription de la Manche, et est élu, le 29 février 1852. 
Il est promu officier de la Légion d'honneur en 1856. 
Le 16 février 1857, il s'exprime en faveur de l'agriculture, et, quoique hostile au libre-échangisme, réclama des réductions de tarifs pour l'importation des machines destinées à fabriquer les tuyaux de drainage et pour le guano. 
Il est réélu, le 22 juin 1857, mais il échoue au scrutin du 1er juin 1863.

### Mariage et descendance
Par contrat passé le 11 décembre 1832, Hervé de Kergorlay épouse Louise Catherine Julienne d'Hervilly (1813-1888), unique enfant de Louis François César, comte d'Hervilly, lieutenant-colonel de chasseurs, chevalier de Saint Louis, maire d'Estrées-Deniécourt, conseiller-général du canton de Chaulnes, et de Louise Charlotte Thaïs d'Hervilly. Elle était la petite fille du général Louis Charles d'Hervilly. Il en eut un fils :
- Louis Jean Octave dit "comte" de Kergorlay (par courtoisie) (1851-1921), marié en 1878 avec Marie de La Rochefoucauld (1857-1933). Dont postérité.

### Publications
- De la réduction des droits d'entrée sur les bestiaux étrangers (1838)
- L'exploitation agricole de Canisy (1859, Hachette livre BNF )[2]

### Source
- « Hervé de Kergorlay », dans Adolphe Robert et Gaston Cougny, Dictionnaire des parlementaires français, Edgar Bourloton, 1889-1891 [détail de l’édition] [texte sur Sycomore]